# Vogelvereniging
Een vogelvereniging bestaat uit leden en een bestuur die samen het houden en kweken van vogels in een volière thuis stimuleren. De vogelhouders (leden) hebben het kweken van vogels als hobby. Vogels die gehouden worden zijn onder meer kanarie (zowel voor kleur als postuur), parkiet, zebravink en Europese cultuurvogels. Onder die laatste categorie vallen vogels die in Europa in het wild voorkomen, zoals merel, groenling, goudvink en sijs. Andere vogelhouders houden soms ook grotere vogelsoorten zoals siervogels en sierwatervogels.

## Wedstrijden
Het organiseren van wedstrijden is een aparte tak binnen vogelhobby. Ieder jaar zijn er zowel door heel Nederland als wereldwijd vogelwedstrijden, georganiseerd door vogelverenigingen, waar leden hun kweekresultaat tonen. Voor de leden is dit een wedstrijd; voor niet-vogelhouders een vogeltentoonstelling. De vogels die deelnemen aan een wedstrijd worden door gespecialiseerde keurmeesters beoordeeld op verschillende punten. De vogel met de hoogste beoordeling wint de wedstrijd. De vogelshows duren van een enkele dag tot meerdaagse wedstrijden. Naast een verenigingswedstrijd zijn er ook wedstrijden van districten, gespecialiseerde verenigingen (speciaalclubs) en is er ieder jaar in januari de hoogmis van de vogelwedstrijden in Zwolle met het nationaal kampioenschap. Tevens is er ieder jaar een wereldkampioenschap in een ander land. Hoeverre het een wereldkampioenschap mag heten, want wegens een importverbod op vogels kunnen in Europa alleen inwoners van de landen van de Europese Gemeenschap mee doen.

## Bonden
In Nederland zijn de vogelverenigingen bij de Nederlandse Bond van Vogelliefhebbers (NBvV) aangesloten. Tot een aantal jaar geleden waren er in Nederland twee vogelbonden, dit waren de Nederlandse Bond van Vogelliefhebbers (NBvV) en De Algemene Nederlandse Bond van Vogelhouders (ANBvV). In 2015 is door beide besturen de intentie uitgesproken om de bonden samen te voegen. Zodoende werd in 2016 weer een gezamenlijk Nederlands kampioenschap gehouden in Apeldoorn als opmaat naar de fusie. In 2017 is de fusie afgerond en is er weer 1 Nederlandse Bond van Vogelliefhebbers afgekort tot NBVV. Vanaf 2018 zullen de Nederlands kampioenschappen gehouden worden in de IJsselhallen in Zwolle.

## Wereldkampioenschap in Nederland
In 2015 werd het Wereldkampioenschap georganiseerd in Nederland in het Autotron in Rosmalen door de De Algemene Nederlandse Bond van Vogelhouders. In 2018 werd het Wereldkampioenschap weer in Nederland georganiseerd door de Nederlandse Bond van Vogelliefhebbers.

## Organisatie
De organisatie van de NBVV is ingericht op een dagelijks bestuur dat gecontroleerd wordt door de vertegenwoordigers van 12 districten. De verenigingen zijn bij deze districten aangesloten, die beide ook hun eigen besturen hebben. Aansluiting van verenigingen in een district vindt plaats op geografische locatie. Flevoland is niet vertegenwoordigd, Noord-Brabant is opgedeeld in Oost en West.
In België zijn de Koninklijke Algemene Ornithologische Bond van België (A.O.B.) actief net als de Koninklijke Belgische Ornithologische Federatie (K.B.O.F.).

## Andere vogelverenigingen
Naast de verschillende bonden zijn er in Nederland ook enkele andere zelfstandige verenigingen, waaronder Aviornis en de KLN, die zich voornamelijk richten op siervogels en sierwatervogels, maar bijvoorbeeld ook op duiven, toerako's, ibissen en kraanvogels.